# Gamma Pavonis
Désignations
Gamma Pavonis (γ Pavonis / γ Pav) est une étoile de la constellation australe du Paon. Elle est visible à l'œil nu avec une magnitude apparente de 4,22. D'après la mesure de sa parallaxe annuelle par le satellite Gaia, l'étoile est située à 30,2 années-lumière de la Terre, et s'agit donc de l'une des étoiles les plus proches du système solaire. Elle s'en rapproche à une vitesse radiale héliocentrique de −30 km/s.
Gamma Pavonis est une étoile jaune-blanc de la séquence principale de type spectral F9 V Fe-1,4 CH-0,7, avec la notation « Fe-1,4 CH-0,7 » qui indique que son spectre présente une sous-abondance en fer ainsi qu'en méthylidyne. Son abondance en fer ne vaut en effet que 25 à 30 % l'abondance solaire de cet élément. L'étoile est 93 % aussi massive que le Soleil et elle est âgée d'environ six milliards d'années. Son rayon est cependant 6 % plus grand que le rayon solaire et elle est 45 % plus lumineuse que le Soleil. Sa température de surface est de 6 168 K.
Gamma Pavonis est recensée comme une étoile variable suspectée, avec une variation donnée entre les magnitudes 4,17 et 4,30. Des oscillations de type solaire ont été détectées en utilisant le satellite TESS.